# ابوت و کاستلو به مریخ می‌روند
ابوت و کاستلو به مریخ می‌روند (انگلیسی: Abbott and Costello Go to Mars) فیلمی به کارگردانی چارلز لمانت محصول سال ۱۹۵۳ کشور ایالات متحده آمریکا است.